# 2-й Північно-Лінійний провулок (Мелітополь)
2-й Північно-Лінійний провулок — провулок в Мелітополі. Йде від вулиці Чайковського до Північно-Лінійної вулиці.

## Назва
Назва провулка пов'язана з тим, що він знаходиться біля залізничної лінії в північній частині Мелітополя.
В інших частинах міста вздовж залізниці розташовані вулиці зі схожими назвами Лінійна, Південно-Лінійна, Західно-Лінійна, провулки 2-й Лінійний, 3-й Лінійний, 4-й Лінійний, Північно-Лінійна, 1-й Північно-Лінійний.

## Історія
Перша відома згадка провулка датується 20 листопада 1954 року.